# Zgornje Selce
Zgornje Selce je naselje u slovenskoj Općini Šentjuru. Zgornje Selce se nalazi u pokrajini Štajerskoj i statističkoj regiji Savinjskoj. 

## Stanovništvo
Prema popisu stanovništva iz 2002. godine naselje je imalo 84 stanovnika.